# Opvaskemiddel
Opvaskemiddel er et produkt til rengøring af service og køkkengrej. Produktet blandes med varmt vand, hvorefter en sæbeopløsning fremkommer. Denne bruges til at vaske rent i med en opvaskebørste, som bruges til at skure på de ting, der skal rengøres f.eks. panden, gryden eller vinglasset.

Hvis man prøver at rengøre ting, der er smurt ind i fedt, eksempelvis efter madlavning, og man kun bruger varmt vand, kan man ikke fjerne fedtstoffet. Der skal bruges sæbe eller opvaskemiddel, da det går ind og laver en forbindelse mellem vand og fedt. Opvaskemiddel er også et meget bedre alternativ til at rense afløb og stoppede toiletter, end at bruge afløbsrens eller kaustisk soda. Afløbsrens og kaustisk soda er hård kemi, og kan være skadelig for rør og miljø. Opvaskemiddel nedbrydes fint i naturen uden at belaste miljøet.
Stoppede afløb forekommer ofte af ophobninger af fedtstoffer og madrester. Ved at hælde opvaskemiddel og kogende vand i afløbet, kan man opløse fedtstofferne i rørene.